# Bandera del Rourell
La bandera oficial del Rourell té la següent descripció:
Bandera apaïsada, de proporcions dos d'alt per tres de llarg, blau clar, amb el roure fruitat i arrencat groc de l'escut, d'alçària 7/12 de la del drap i amplària 2/7 de la llargària del mateix drap, al centre.
Va ser aprovada el 26 de març de 2019, i publicada al DOGC el 29 de març del mateix any, amb el número 7843.